# Матиясевич, Михаил Степанович
Михаил Степанович Матиясевич (Матиасевич) (23 мая [4 июня] 1878, Смоленск — 5 августа 1941, Киев) — российский и советский военачальник.

## Биография
Из дворян Смоленской губернии. Окончил Ярославский кадетский корпус (1895) и Одесское пехотное юнкерское училище (1897). В 1904 году, с началом Русско-японской войны, в чине поручика добровольно убыл на театр военных действий в составе 220-го пехотного Епифанского полка.
В битве под Ляояном его тяжело ранили: была пробита насквозь грудь, перебиты обе руки, контужена голова. Никто из врачей не верил, что молоденький офицер выживет. По особому распоряжению Николая II после длительного лечения он был откомандирован курсовым офицером в Виленское военное училище: для назидания молодому поколению как образец чести, храбрости, героизма, стойкости и выдержки русского офицера..
За этот бой под Ляояном на реке Шахэ он был награждён орденом Святой Анны 4-й степени с надписью «За Храбрость».
На 1 января 1909 года — штабс-капитан 3-й пехотного Нарвского генерал-фельдмаршала князя Михаила Голицына полка в своём родном городе в Смоленске. В 1911—1915 годах вновь в Виленском военном училище в должности курсового офицера училища. В 1913 году — капитан.
В Первую мировую войну после 1 декабря 1914 года опять по личному желанию убыл в действующую армию. С 1915 года командовал ротой и батальоном на Западном и Северном фронтах. Был четырежды ранен. Полковник (пр. 07.1916). В 1917 году командовал 717-м пехотным Сандомирским полком (4-й очереди; 180-я пех. дивизия, 34-й арм. корпус, 5-я армия, Сев. фронт). В дни Октябрьской революции он был единогласно избран командиром этого полка. В феврале 1918 года демобилизован и, по-видимому, по идейным соображениям (его родная сестра была политкаторжанкой), в апреле 1918 года добровольно вступил в РККА.
В Красной Армии последовательно занимал должности: помощник военрука и военрук Витебского отряда Западного участка завесы (04—07.1918 г.), формировал и возглавлял 1-й Смоленский полк, бригаду и дивизию. 12.07-20.09.1918 г. — начальник 1-й Смоленской пехотной дивизии. 21.09—14.11.1918 г. — командующий Правой группой 5-й армии под Казанью, 14.11.1918—04.1919 г. — начальник 26-й стрелковой дивизии.
С 1 июля 1919 — командующий 7-й армией, отстоявшей Петроград от Северо-Западной армии Юденича.
Затем переброшен на Восточный фронт РККА и 7 октября 1919 года назначен командующим 3-й армией, преследовавшей отступавшие войска Колчака. После взятия Омска 3-я армия была расформирована (30-я и 51-я стр. дивизии переданы в состав 5-й армии). С 8 февраля 1920 г. по 29 августа 1921 г. — командующий 5-й армией, разбившей остатки войск Колчака, а также Азиатскую дивизию Унгерна. В результате конфликта с членом РВС армии Грюнштейном был удалён из действующей армии.
С ноября 1921 года — начальник Казанской военной школы, в 1922 году переведённой в Киев. В феврале 1922 — апреле 1924 — начальник Объединённой школы имени С. С. Каменева в Киеве. С начала 1924 года в отставке по болезни (персональный пенсионер). Отставке предшествовало болезненное низведение его с должности начальника до простого преподавателя. В 1925 году он подавал в ГУВУЗ рапорт о возвращении на службу, но получил отказ. В 1926—1930 годах читал лекции в Киевском институте народного образования и других вузах Киева, работал в Осоавиахиме. В 1929 году окончил Курсы совершенствования Высшего комсостава.
В январе 1931 года был арестован по делу «Весна». Вину по обвинению в контрреволюционном заговоре не признал. Приговорён к 10 годам ИТЛ. Через 2 года освобождён. В 1937 году вновь арестован по прежнему обвинению. В 1940 году освобождён «за отсутствием состава преступления». Умер в Киеве за месяц до его занятия немцами. Похоронен на Лукьяновском кладбище Киева.
М. С. Матиясевич во время своей жизни не получил заслуженного признания и был необоснованно репрессирован. В межвоенное время Любимов, его бывший Наштарм 5, писал по поводу несостоявшегося его награждения орденом Красного Знамени:
Вы только один заслужили орден, а получили его все, кроме Вас.

## Семья
В офицерской семье М. С. Матиясевича вполне закономерно все пять сыновей стали кадровыми офицерами. Один из них — погиб на фронте в Великую Отечественную войну. Второй сын — Леонтий Михайлович — закончил войну в чине инженер-капитана — старшего инженера 17-й ВА (награждён орденами Красной Звезды и Отечественной войны 2-й степени), другой — подводник Алексей Михайлович Матиясевич — в чём-то повторил судьбу своего отца. В октябре 1942 года был представлен к званию Героя Советского Союза, но до конца своих дней оставался непризнанным героем Великой Отечественной войны. Тем не менее, Героем он всё же стал — 29.11.1995 г., спустя 10 месяцев после своей кончины.